# Lødingen
Lødingen est une commune norvégienne, située sur l'île d'Hinnøya, à l'entrée des deux archipels des Lofoten et des Vesterålen.

## Géographie
La commune de Lødingen s'étend sur la partie sud de île d'Hinnøya depuis la rive ouest de l'Øksfjorden, jusqu'au Tjelsundet à l'est.  
Le village de Lødingen est situé à l'embouchure du Tjelsundet, sur la rive Ouest.

## Localités
- Austre Kanstad (68° 28′ 00″ N, 15° 54′ 00″ E)
- Erikstad (68° 25′ 00″ N, 15° 50′ 00″ E)
- Hustadstranda
- Kanstadbotnen
- Kvannkjosen (68° 22′ 00″ N, 15° 15′ 00″ E)
- Lødingen
- Rinøya (68° 22′ 00″ N, 15° 46′ 00″ E)
- Solberg
- Vågehamn
- Ytterstad (68° 20′ 00″ N, 15° 40′ 00″ E)

## Quelques vues de la commune de Lødingen

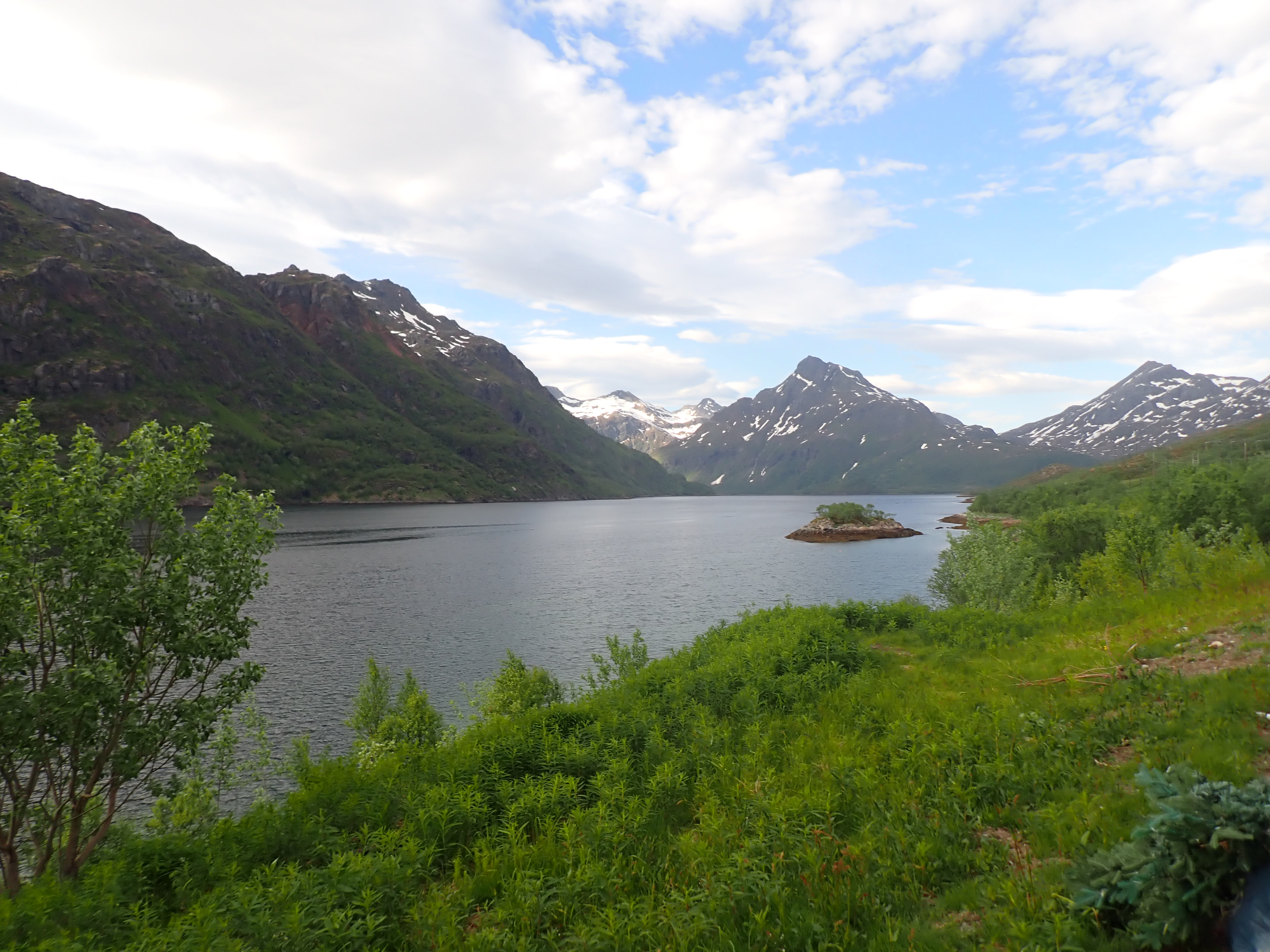
Vue de la partie nord de l'Øksfjorden.